# UFC 50
UFC 50: The War of '04（ユーエフシー・フィフティ：ザ・ウォー・オブ・オーフォー）は、アメリカ合衆国の総合格闘技団体「UFC」の大会の一つ。2004年10月22日、ニュージャージー州アトランティックシティのボードウォーク・ホールで開催された。

## 大会概要
BJ・ペンの王座剥奪以来空位となっていたUFC世界ウェルター級王座決定戦では元王者マット・ヒューズがジョルジュ・サンピエールを降し、2度目の王座戴冠を果たした。
メインイベントではティト・オーティズとガイ・メッツァーの対戦が予定されていたが、メッツァーがメディカルチェックをパスできなかったため、対戦相手がパトリック・コーテに変更された。

## 試合結果

### プレリミナリィカード
第1試合 ライトヘビー級 5分3R
○  トラヴィス・ルター vs.  マービン・イーストマン ×
2R 0:43 KO（右ストレート）
第2試合 ミドル級 5分3R
○  アイヴァン・サラベリー vs.  トニー・フリックランド ×
1R 1:36 胴絞め

### メインカード
第3試合 ミドル級 5分3R
○  エヴァン・タナー vs.  ロビー・ローラー ×
1R 2:22 三角絞め
第4試合 ウェルター級 5分3R
○  フランク・トリッグ vs.  ヘナート・ヴェリッシモ ×
2R 2:11 TKO（レフェリーストップ：グラウンドの肘打ち）
第5試合 UFC世界ウェルター級王座決定戦 5分5R
○  マット・ヒューズ vs.  ジョルジュ・サンピエール ×
1R 4:59 腕ひしぎ十字固め
※ヒューズが王座獲得に成功
第6試合 ミドル級 5分3R
○  リッチ・フランクリン vs.  ホルヘ・リベラ ×
3R 4:28 腕ひしぎ十字固め
第7試合 ライトヘビー級 5分3R
○  ティト・オーティズ vs.  パトリック・コーテ ×
3R終了 判定3-0（30-27、30-26、30-26）